# Stade des Alpes
Ne doit pas être confondu avec Stadio delle Alpi ou Stade Charles-Berty.
Le Stade des Alpes est un équipement sportif de Grenoble-Alpes Métropole (La « Métro ») attaché au Pôle d'animation et gestion des équipements sportifs.
Ce stade de 20 068 places, inauguré en février 2008 en bordure du parc Paul-Mistral à Grenoble, a été construit sur l'emplacement du stade Charles-Berty détruit en 2003 pour permettre la construction de cette nouvelle enceinte.
Situé près du centre-ville, il possède la particularité de ne pas avoir de parking, celui de 440 places situé sous le terrain étant fermé les jours de matchs. Bien que sa capacité ne représente que 4,5 % de la population de sa métropole, il a été souvent considéré comme un désastre financier durant les six ans qui ont suivi la faillite du Grenoble Foot 38 en 2011,.
Il héberge depuis 2008 les matchs du Grenoble Foot 38, mais également depuis 2014 les matchs du FC Grenoble Rugby.
Il a également accueilli cinq matchs de la Coupe du monde féminine de football 2019 ainsi que le Winter Game, match de hockey sur glace exceptionnel qui a opposé les Brûleurs de Loups à Briançon.

## Historique
Décidé durant la municipalité de Michel Destot, la livraison du stade, initialement prévue pour septembre 2004, ne devient effective qu'en février 2008. Les raisons de ces retards sont multiples, mais comprennent notamment la contestation répétée du permis de construire, la révision de l'appel d'offre initial par la collectivité locale, les recours en justice des opposants, et des actions de ces derniers qui iront jusqu'à l'occupation illégale et permanente d'arbres entre novembre 2003 et février 2004.

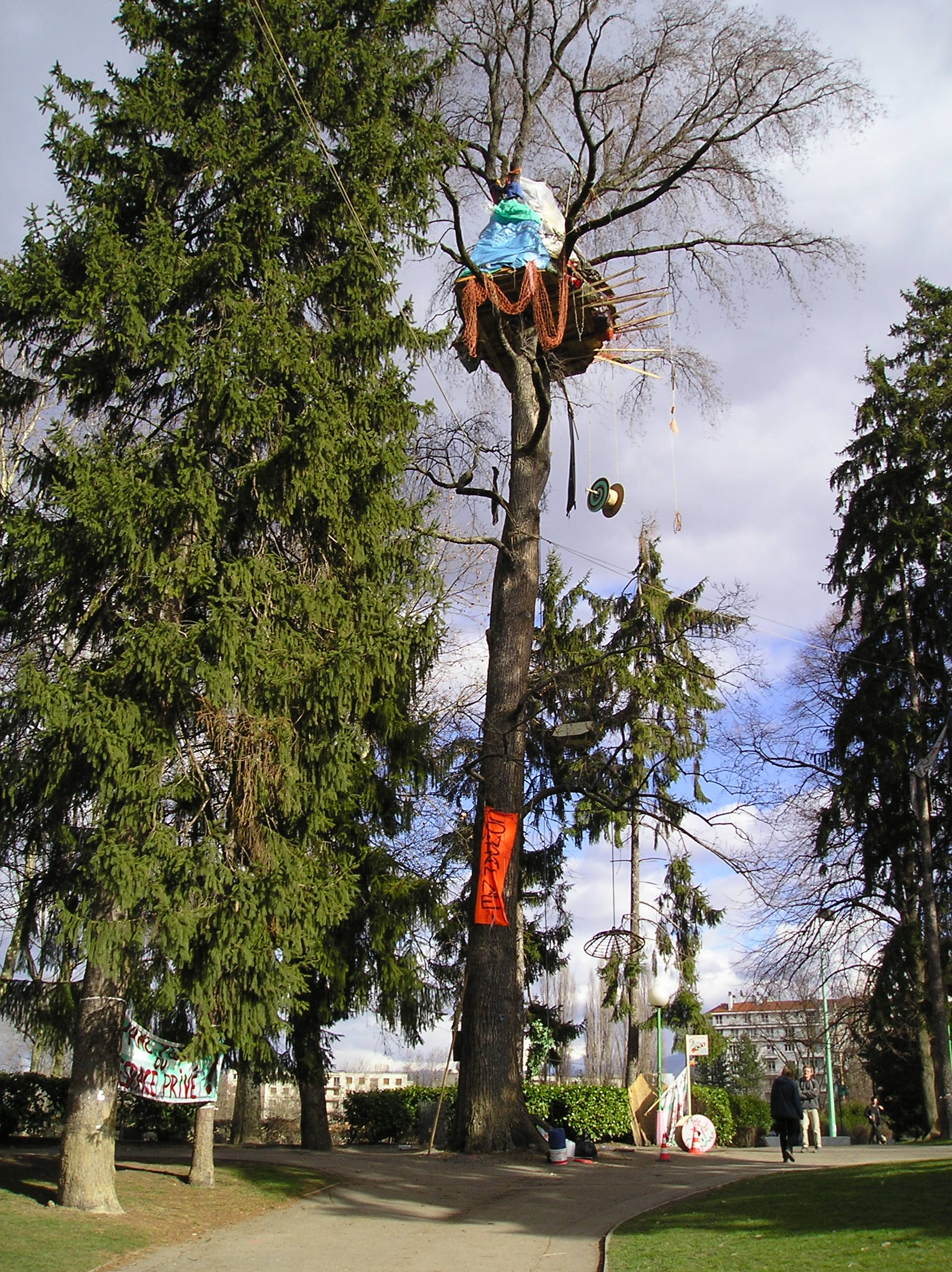
Installé en haut d'un arbre, un « écocitoyen » s'oppose à la coupe d'un arbre centenaire.

De nombreux opposants, venus de toute l'Europe sont installés pendant plusieurs mois en 2003 à la cime des arbres centenaires qui doivent être coupés. Le face-à-face tendu est relayé par les journaux télévisés nationaux et durant ce laps de temps, les opposants sont soutenus par des dons de diverses organisations et d'une partie de la population.

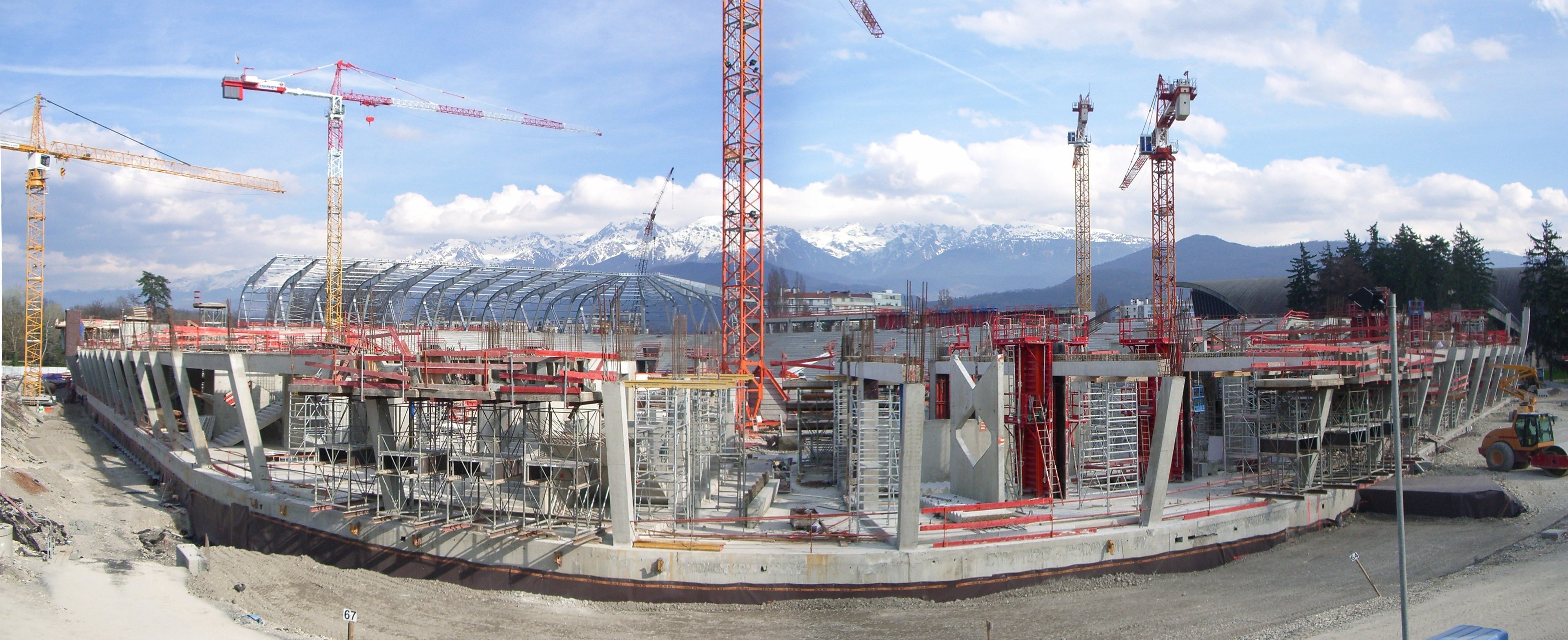
Le stade en construction en 2007.

Le 12 février 2004, le site du parc concerné par les travaux est évacué à la suite d'une décision de justice par une compagnie de CRS équipés de filets et de nacelles pour déloger à plusieurs dizaines de mètres les derniers résidents des arbres,.
Quatre grands arguments ont été opposés à la reconstruction d'un stade : son orientation, son emplacement, son utilité, et son coût. Le choix de l'orienter parallèlement au boulevard Jean-Pain, à 90° par rapport à l'ancien stade Charles-Berty, ainsi que le besoin de faire accéder les engins de chantier, entraînent la coupe d'environ 200 arbres, dont certains très anciens.
Une autre objection est sa localisation, proche de l'hyper centre ville grenoblois. Le stade est en bordure d'un des principaux espaces verts de la ville et les riverains craignaient les embouteillages et autres nuisances sonores qu'allaient occasionner les manifestations qui s'y déroulent. Il existait pourtant des emplacements disponibles en périphérie. Le site de Saint-Martin-d'Hères qui fut la solution alternative la plus crédible n'était qu'à 1 300 m de l’arrêt de tramway le plus proche (Mayencin Champ Roman), mais présentait des dangers par la proximité d'un échangeur autoroutier et d'une voie ferrée.
Les critiques sur l'utilité et le coût portaient quant à elles sur l'absence d'une tradition footballistique forte à Grenoble, et donc sur le risque concomitant que le stade devienne un couteux éléphant blanc en cas de redescente prolongée de l'équipe première du Grenoble Foot 38 dans une division inférieure. Les cassandres ont sur ce dernier point eu raison, puisque le club évolue entre 2011 et 2017 en quatrième ou cinquième division et devant un public beaucoup trop clairsemé pour remplir le stade des Alpes.
Le litige est allé jusqu'au Conseil d'État qui, par un arrêt du 17 juillet 2009 vient casser une décision de la Cour d'appel de Lyon. Celle ci considérait que le stade et le parking devaient faire l'objet d'un permis de construire unique (et non de deux permis distincts). Le Conseil d'État a au contraire affirmé l'absence d'obligation de déposer un permis de construire unique lorsqu'un ensemble immobilier est constitué de deux éléments distincts, si et seulement si chacun de ces éléments a une vocation fonctionnelle autonome et en raison de l'ampleur et de la complexité de chaque opération.
Le 1er novembre 2012, la Métro a confié sa gestion au groupe Carilis comme délégataire de service public pour une durée de huit ans. Le projet présenté par Carilis répond à l’ambition de la Métro de dynamiser cet équipement et d’en faire un espace de vie au cœur de l’agglomération grenobloise avec un minimum de 8 évènements par an.

## Choix du nom
Entre le 13 juillet 2007 et le 24 août 2007, la métropole, alors communauté d'agglomération, a organisé le concours « À ce stade, un nom » qui invitait les habitants de l'agglomération grenobloise à trouver un nom pour le nouveau stade.
Les quelques centaines de votes ont placé le nom « stade des Alpes » largement en tête des propositions (375 voix) devant « stade Albert-Batteux » (150 voix).
Le 3 septembre 2007, un jury composé de personnalités politiques, sportives et médiatiques s'est réuni pour finalement confirmer le nom « stade des Alpes ». Cependant, le 20 décembre 2010, une plaque commémorative au nom de Charles Berty a été inaugurée à l'intérieur du stade en présence de la famille du champion cycliste.

## Objectifs du stade
Le stade des Alpes a été conçu par l'Atelier d'architecture Chaix & Morel et associés suivant une morphologie « à l'anglaise », c’est-à-dire qu'il privilégie la proximité entre joueurs et spectateurs : la distance séparant le premier rang de la ligne de touche n'est que de 8 mètres.
Il vise à fournir aux 450 000 habitants de l'agglomération grenobloise un équipement comparable à ceux dont disposent les villes de taille équivalente. La capacité du stade des Alpes est de 20 068 places. Il est conçu pour recevoir des compétitions de football, de rugby à XV, et des manifestations culturelles à grand spectacle. Il répond aux normes des rencontres professionnelles nationales et internationales de football, ce qui a permis au Grenoble Foot 38 d'évoluer brièvement en 1re division durant les saisons 2008-2009 et 2009-2010. Le club évolue actuellement en Ligue 2.
Construit en centre-ville, le stade des Alpes est conçu sur l'hypothèse d'un accès réparti équitablement entre trois modes de déplacement :
- 1⁄3 de piétons en provenance des quartiers situés dans un rayon de 2 km environ ;
- 1⁄3 en transports en commun (dessertes directes de la ligne de tram C, bus, avec offre renforcée lors des grands événements) ;
- 1⁄3 en voiture particulière, en comptant en moyenne 3 occupants par voiture.

En pratique, la fraction des spectateurs qui utilisent une voiture particulière est souvent supérieure, et ces voitures sont souvent moins remplies. Les événements qui remplissent le stade donnent donc lieu à un stationnement illégal généralisé dans les quartiers qui l'entourent.

## Aspects techniques

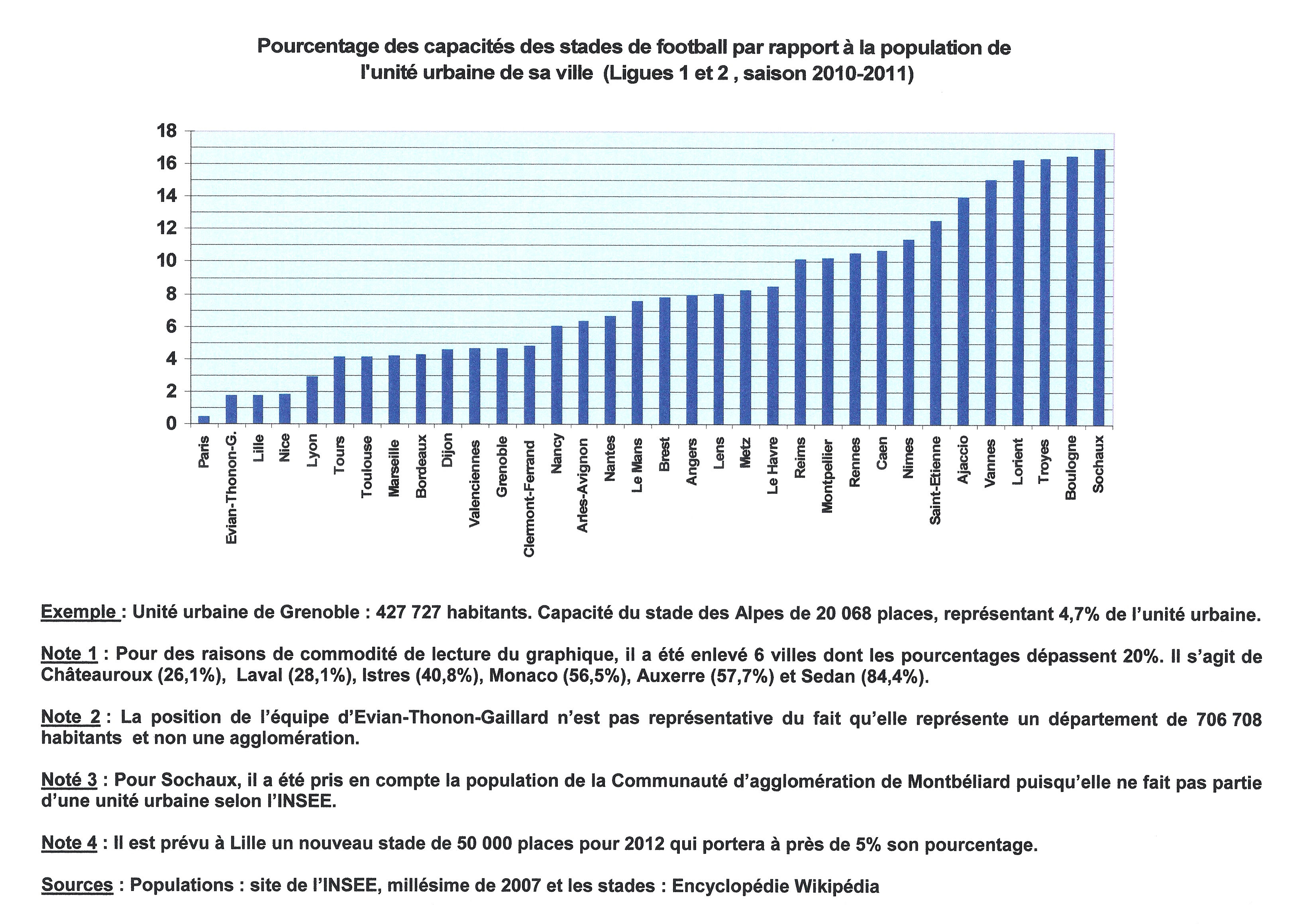
Capacité du stade des Alpes.

Le stade a été réalisé par l'entreprise Demathieu & Bard. La structure métallique et l'enveloppe vitrée ont été exécutées par l'entreprise Cabrol. La hauteur du stade est de 23 mètres, son emprise au sol est de 144 × 191 mètres, et sa capacité est de 20 068 places, ce qui en fait la plus grande enceinte de l'agglomération grenobloise, devant les 12 650 du stade Lesdiguières qui occupe la seconde place. L'architecture de l'enceinte prévoit une possibilité d'agrandissement à 28 000 places.
Un parking de 440 places a ouvert ses portes sous le stade des Alpes le 10 janvier 2008. Fermé pour des raisons de sécurité lors des manifestations sportives et culturelles, ce parking peut être utilisé gratuitement durant 30 minutes, afin d'effectuer ses démarches administratives à l’hôtel de ville de Grenoble situé à proximité.
La verrière abritant les tribunes supporte une centrale photovoltaïque de 1 000 m2 capable de produire 70 MWh par an. Ce projet fut entièrement mené par la communauté d'agglomération, aujourd'hui métropole.
En janvier 2015, afin d'empêcher les corneilles du parc de percer les joints d’étanchéité de la verrière du stade, trois buses de Harris s'installent quelques semaines dans le stade afin d'éloigner ces corvidés,.

## Cohabitation entre les clubs de rugby et de football
En juillet 2014, le maire de Grenoble Éric Piolle et le président de la métropole, Christophe Ferrari, annoncent que le stade des Alpes, décrié pour son coût excessif pour la collectivité, accueillera dorénavant le FC Grenoble rugby (Top 14) comme club résidant et le Grenoble foot 38 (CFA) comme club invité. Cette décision économise annuellement 500 000 € d'argent public et évite une couteuse rénovation du stade Lesdiguières, que le FCG aurait prise en charge en échange d'un bail emphytéotique à loyer symbolique. L'équipe de Top 14, qui en moyenne remplit le stade à 75 %, est prioritaire sur celle de CFA, qui n'attire qu'un beaucoup plus maigre public. Cette dernière doit donc jouer dans un autre stade chaque fois que des matches à domicile des deux équipes coïncident (les 12 650 places du stade Lesdiguières suffiraient largement pour l'assistance en CFA, mais en 2014 il n'est pas encore homologué pour le football). Cette configuration se produit dès le premier match à domicile 2014-2015 du GF 38 le 30 août 2014,, qui est donc disputé en banlieue grenobloise, à Sassenage.
Lorsqu'un conflit de calendrier similaire se produit l'année suivante, le Grenoble Foot 38 choisit de délocaliser certains matchs en dehors du département de l'Isère malgré l'homologation du Stade Lesdiguières au cours de l'année 2015. Le Red Kaos 94, groupe de supporters ultras du Grenoble Foot 38 organise le 9 octobre 2015 une conférence de presse devant des journalistes du Dauphiné libéré, de France Bleu Isère et du site internet Métro sports pour protester contre la cohabitation entre les deux clubs sportifs. Le club de football annonce dans un communiqué du 22 octobre 2015 que le principe d'un stade pour deux lui semble impossible techniquement. Il développe quelques jours plus tard sur sa page web ses arguments contre des matches à Lesdiguières, qui outre l'état de la pelouse reposent principalement sur la forte visibilité des couleurs du club de rugby dans le stade. Un match à domicile se joue alors à une soixantaine de kilomètres, à Chambéry. Les joueurs estiment que la situation pourrait mettre en danger l'avenir du GF38 et un média internet annonce que le club « se fait virer de son stade ». Ni le club ni ses supporteurs ne communiquent sur le taux de remplissage des 20 000 places du Stade des Alpes lors de ceux des matches de CFA qui y sont joués.
En 2016 et 2017, les deux équipes parviennent tant bien que mal à gérer les doublons sportifs à domicile. Cependant, le président du FCG Rugby affirme à la fin de l'année 2017 que « le problème de l’occupation du stade des Alpes n’est pas définitivement réglé et pourrait s’accentuer avec la montée du FCG en Top 14 et du GF38 en Ligue 2 ».

## Détail des tribunes
Les tribunes se décomposent en cinq groupes :
- Tribune Sud : 4 000 places
- Tribune Nord : 6 000 places
- Tribune Est : 5 000 places
- Tribune Ouest : 5 000 places
- Tribune presse : 68 places

## Utilisations du stade

### Football

#### Matchs du Grenoble Foot 38
Le premier match a eu lieu le 15 février 2008 lors du match de la 24e journée du Championnat de France de football de Ligue 2, opposant Grenoble à Clermont. Il s'est soldé par une victoire du GF38 par 2 buts à 0, avec des réalisations de Franck Dja Djédjé (19e) et de Nassim Akrour (29e) devant 18 828 spectateurs.
Lors de la saison de Ligue 1 2008-2009, le stade a accueilli en moyenne 17 216 spectateurs.
Lors de la saison de Ligue 1 2009-2010, ce chiffre avait baissé à 13 909 spectateurs, avant de chuter à 5 117 pour la saison 2010-2011 en seconde division.
Lors de la saison de Ligue 2 2022-23, l'affluence moyenne était de 5627 spectateurs.

#### Équipes de France de football
Sélection masculine
En stage à Tignes avant l'Euro 2008, l'équipe de France de football est venue y jouer un match de préparation, le 27 mai 2008 contre l'équipe d'Équateur. La France s'impose sur le score de 2 buts à 0, deux buts de Bafétimbi Gomis pour sa première sélection. Lors de cette rencontre, l'équipe de France joue pour la seconde fois avec son nouveau maillot rouge.
| Date        | Compétition | Équipe 1 | Équipe 2 | Score | Affluence |
| ----------- | ----------- | -------- | -------- | ----- | --------- |
| 27 mai 2008 | Amical      | France   | Équateur | 2 - 0 | 20 000    |

Sélection espoirs
| Date             | Compétition                      | Équipe 1 | Équipe 2   | Score | Affluence |
| ---------------- | -------------------------------- | -------- | ---------- | ----- | --------- |
| 16 juin 2023     | Amical                           | France   | Mexique    | 1 - 0 |           |
| 17 octobre 2023  | Qualifications Euro espoirs 2025 | France   | Chypre     | 9 - 0 |           |
| 13 octobre 2025  | Qualifications Euro espoirs 2027 | France   | Estonie    | -     |           |
| 17 novembre 2025 | Qualifications Euro espoirs 2027 | France   | Îles Féroé | -     |           |

Sélection féminine
Le 16 septembre 2016, l'équipe de France féminine de football dispute un match amical au stade des Alpes contre l'équipe du Brésil féminine de football dans le cadre d'une tournée des villes candidates à la coupe du monde féminine de football 2019. Une initiative de bon augure puisque le 14 juin 2017, le Stade des Alpes est désigné par la fédération française et la FIFA pour être l'un des neuf stades français retenus pour accueillir l'épreuve mondiale en 2019. Dans le cadre de la préparation de cette compétition, l'équipe de France féminine rencontre au stade des Alpes l'équipe du Cameroun féminine de football le 9 octobre 2018.
| Date              | Compétition | Équipe 1 | Équipe 2 | Score | Affluence |
| ----------------- | ----------- | -------- | -------- | ----- | --------- |
| 16 septembre 2016 | Amical      | France   | Brésil   | 1 - 1 | 18 000    |
| 9 octobre 2018    | Amical      | France   | Cameroun | 6 - 0 | 8 023     |
| 27 juin 2025      | Amical      | France   | Brésil   | 3 - 2 | 13 100    |

#### Coupe de France féminine
La finale de la Coupe de France féminine de football 2015-2016 se déroule au stade des Alpes le 15 mai 2016. Elle oppose l'Olympique lyonnais au Montpellier HSC.
| Date              | Compétition     | Équipe 1        | Équipe 2           | Score | Affluence |
| ----------------- | --------------- | --------------- | ------------------ | ----- | --------- |
| 16 septembre 2016 | Coupe de France | Montpellier HSC | Olympique lyonnais | 1 - 2 | 8 789     |

#### Coupe du monde féminine de football 2019
Le 14 juin 2017, la fédération française de football annonce que la ville de Grenoble, tout comme huit autres villes françaises, est retenue comme « ville-hôte » de plusieurs matches de la Coupe du monde féminine de football qui a lieu en France du 7 juin au 7 juillet 2019.
Comme annoncé le 8 février 2018, le stade des Alpes reçoit au total, entre le 9 et le 22 juin 2019, cinq matches décomposés en : quatre matches de poules et un match de huitièmes de finale.
Après le tirage au sort de la phase finale du Mondial 2019 qui s'est tenu le 8 décembre 2018 à La Seine Musicale à Boulogne-Billancourt, Grenoble et le stade des Alpes recevront, lors de la phase de poules, les équipes de l'Australie, du Brésil, du Canada, de la Corée du Sud, de la Jamaïque, du Nigeria et de la Nouvelle-Zélande. Pour l'occasion, la capacité du stade est limitée à 18 000 spectateurs.
| Date         | Compétition        | Équipe 1  | Équipe 2         | Score | Affluence |
| ------------ | ------------------ | --------- | ---------------- | ----- | --------- |
| 9 juin 2019  | Poule C (Match 2)  | Brésil    | Jamaïque         | 3 - 0 | 17 668    |
| 12 juin 2019 | Poule A (Match 2)  | Nigeria   | Corée du Sud     | 2 - 0 | 11 252    |
| 15 juin 2019 | Poule E (Match 3)  | Canada    | Nouvelle-Zélande | 2 - 0 | 14 856    |
| 18 juin 2019 | Poule C (Match 4)  | Jamaïque  | Australie        | 1 - 4 | 17 402    |
| 22 juin 2019 | Huitième de finale | Allemagne | Nigeria          | 3 - 0 | 17 988    |

### Rugby à XV

#### Matchs du FCG

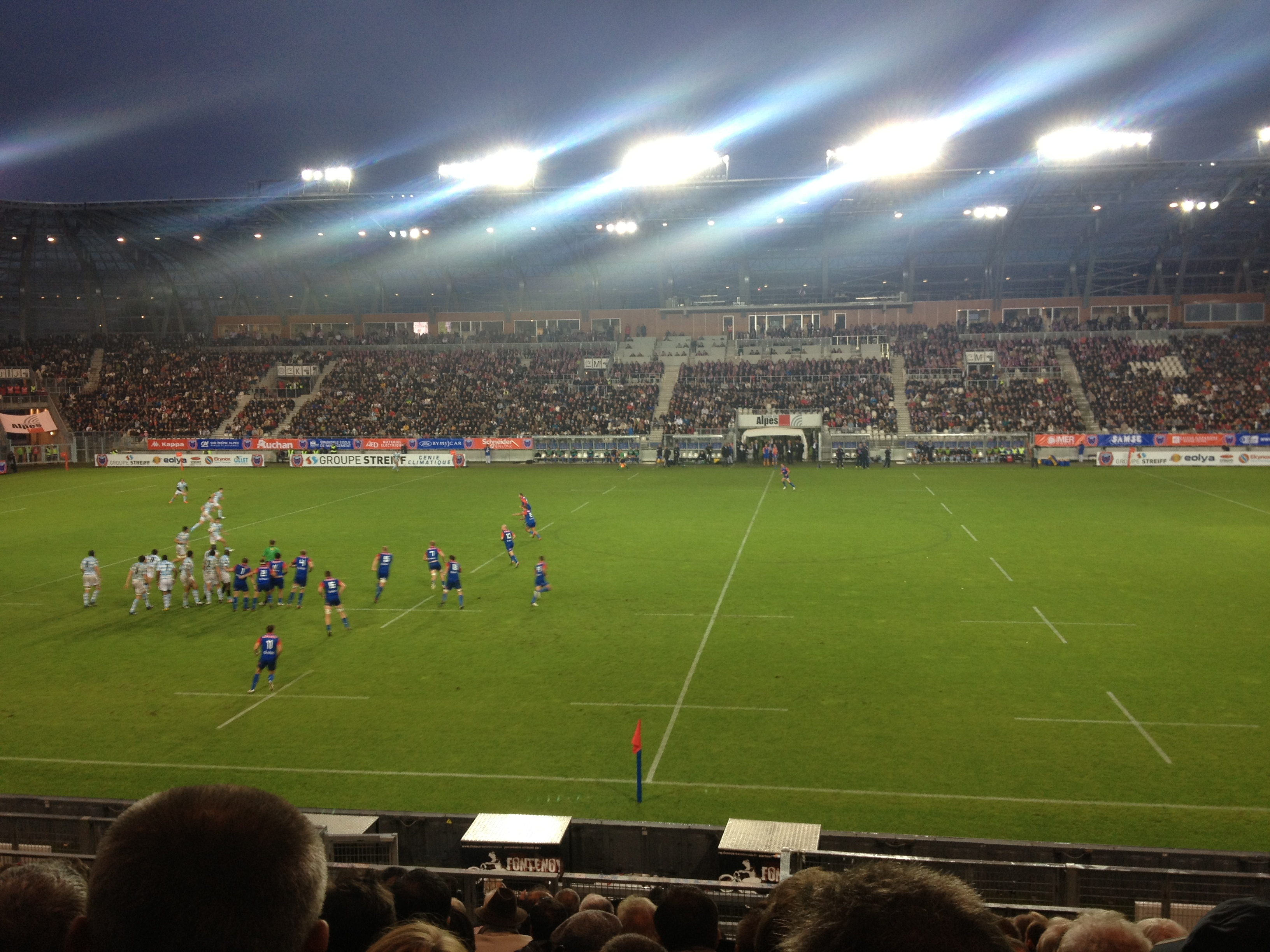

Le 26 septembre 2008, la rencontre de rugby à XV opposant le CS Bourgoin-Jallieu au Stade français a lieu au stade des Alpes devant plus de 17 000 spectateurs. Le Stade français s'est imposé 32 à 25. Le FC Grenoble joue son premier match ici le 27 novembre 2011 à "guichets fermés" contre le CS Bourgoin-Jallieu et s'impose par 30 à 13.
Le 14 avril 2012, la rencontre de rugby à XV opposant le FC Grenoble Rugby au Stade rochelais a lieu au stade des Alpes devant plus de 17 000 spectateurs. Le FC Grenoble Rugby s'impose 35 à 3, validant ainsi son titre de champion de France de Pro D2 à trois journées de la fin du championnat et par la même occasion son accès au Top 14 pour la saison 2012-2013.
Le 29 septembre 2012, devant 18 524 supporters, le
club grenoblois s'impose 27 à 13 face au Racing Métro 92.
Le 22 décembre 2012, le FC Grenoble Rugby reçoit au stade des Alpes le Stade toulousain, champion de France en titre, dans le cadre de la 13e journée de Top 14. Grenoble, soutenu par près de 20 000 spectateurs, s'impose 15 à 6 grâce au pied de Valentin Courrent qui inscrit la totalité des points de son équipe.
Le 23 février 2013, l'ASM Clermont Auvergne remporte le match 17 à 10. Il s'agit de la seule défaite du FCG au stade des Alpes.
Le 20 avril 2013, le FCG bat le RC Toulon, futur vainqueur de la coupe d'Europe, sur le score de 25 à 24 dans les ultimes secondes du match.
Le 31 août 2013, le FCG bat le RC Toulon, le champion d'Europe en titre sur le score de 28 à 26.
Le 30 novembre 2013, le FCG bat le Stade toulousain, sur le score de 25 à 18.
Le 29 décembre 2013, le FCG bat le Castres olympique, sur le score de 20 à 16, l'équipe qui a privé les Mammouths de Grenoble de Jacques Fouroux du titre de champion de France 20 ans plus tôt sur un essai injustement accordé à Gary Whetton,,.
Le 14 février 2014, le FCG bat l'ASM Clermont Auvergne, sur le score de 16 à 13 grâce à un essai d'Alipate Ratini.
À partir de la saison 2014-2015, le FC Grenoble Rugby devient club résidant du stade des Alpes et y joue tous ses matches de Top 14.
Lors de cette saison, l'affluence moyenne au stade des Alpes est de 15 043 spectateurs soit la cinquième meilleure affluence du Top 14 et la onzième européenne.

#### Équipes de France de rugby
Sélection masculine des moins de 20 ans
Le premier match international tenu au stade est une rencontre de rugby à XV qui a lieu le 22 février 2008 et oppose l'équipe de France à celle d'Angleterre dans le cadre du Tournoi des Six Nations des moins de 20 ans. Le match se conclut sur une victoire de l'Angleterre 24 à 6 devant environ 20 000 spectateurs.
Le 12 mars 2010, l'équipe de France reçoit celle d'Italie dans le cadre du Tournoi des Six Nations des moins de 20 ans. Le match est remporté par la France 25 à 6.
Le 11 février 2012, se déroule le match de rugby opposant l'équipe de France à celle d'Irlande dans le cadre du Tournoi des Six Nations des moins de 20 ans. Le match se conclut sur une victoire de l'Irlande 13 à 12.
Le 10 février 2017, un match du Tournoi des Six Nations des moins de 20 ans opposant l'équipe de France à celle de l'Écosse voit la victoire de la France 36 à 8.
Le 1er février 2020, un match du Tournoi des Six Nations des moins de 20 ans opposant l'équipe de France à celle de l'Angleterre voit la victoire de l'Angleterre 29 à 24.
| Date             | Compétition                                 | Équipe 1 | Équipe 2   | Score   | Affluence |
| ---------------- | ------------------------------------------- | -------- | ---------- | ------- | --------- |
| 22 février 2008  | Tournoi des Six Nations des moins de 20 ans | France   | Angleterre | 6 - 24  | 20 000    |
| 12 mars 2010     | Tournoi des Six Nations des moins de 20 ans | France   | Italie     | 25 - 6  | 18 000    |
| 11 février 2012  | Tournoi des Six Nations des moins de 20 ans | France   | Irlande    | 12 - 13 |           |
| 10 février 2017  | Tournoi des Six Nations des moins de 20 ans | France   | Écosse     | 36 - 8  | 14 000    |
| 1er février 2020 | Tournoi des Six Nations des moins de 20 ans | France   | Angleterre | 24 - 29 | 13 182    |

Sélection féminine
Le 1er février 2014, l'équipe de France féminine bat l'Angleterre 18 à 6 dans le premier match du Tournoi des Six Nations féminin 2014.
Le 10 mars 2018, dans le cadre du Tournoi des Six Nations féminin 2018, le "crunch" opposant la France et l'Angleterre est remporté par les bleues sur le score de 18 à 17. À l'occasion de ce match, l'affluence de 17 740 spectateurs devient la plus élevée du Tournoi des Six Nations féminin.
Le 23 avril 2023, un nouveau record d'affluence au Tournoi des Six Nations féminin est battu avec 18 604 spectateurs lors d'un match ayant vu les Françaises s'imposer 39 à 14 face aux Galloises.
| Date             | Compétition                          | Équipe 1 | Équipe 2         | Score   | Affluence |
| ---------------- | ------------------------------------ | -------- | ---------------- | ------- | --------- |
| 1er février 2014 | Tournoi des Six Nations féminin 2014 | France   | Angleterre       | 18 - 6  | 10 000    |
| 10 mars 2018     | Tournoi des Six Nations féminin 2018 | France   | Angleterre       | 18 - 17 | 17 740    |
| 17 novembre 2018 | Test match (féminin)                 | France   | Nouvelle-Zélande | 30 - 27 | 17 100    |
| 14 novembre 2020 | Test match (féminin)                 | France   | Angleterre       | 10 - 33 | huis-clos |
| 27 mars 2022     | Tournoi des Six Nations féminin 2022 | France   | Italie           | 39 - 6  | 13 728    |
| 23 avril 2023    | Tournoi des Six Nations féminin 2023 | France   | Pays de Galles   | 39 - 14 | 18 604    |

#### Autres matchs internationaux
Dans le cadre des matchs de tournée d'automne, un match international se tient le 25 novembre 2016 au stade des Alpes, opposant le Canada aux Samoa.
| Date             | Compétition | Équipe 1 | Équipe 2 | Score   | Affluence |
| ---------------- | ----------- | -------- | -------- | ------- | --------- |
| 25 novembre 2016 | Test match  | Canada   | Samoa    | 23 - 25 |           |

### Hockey sur glace

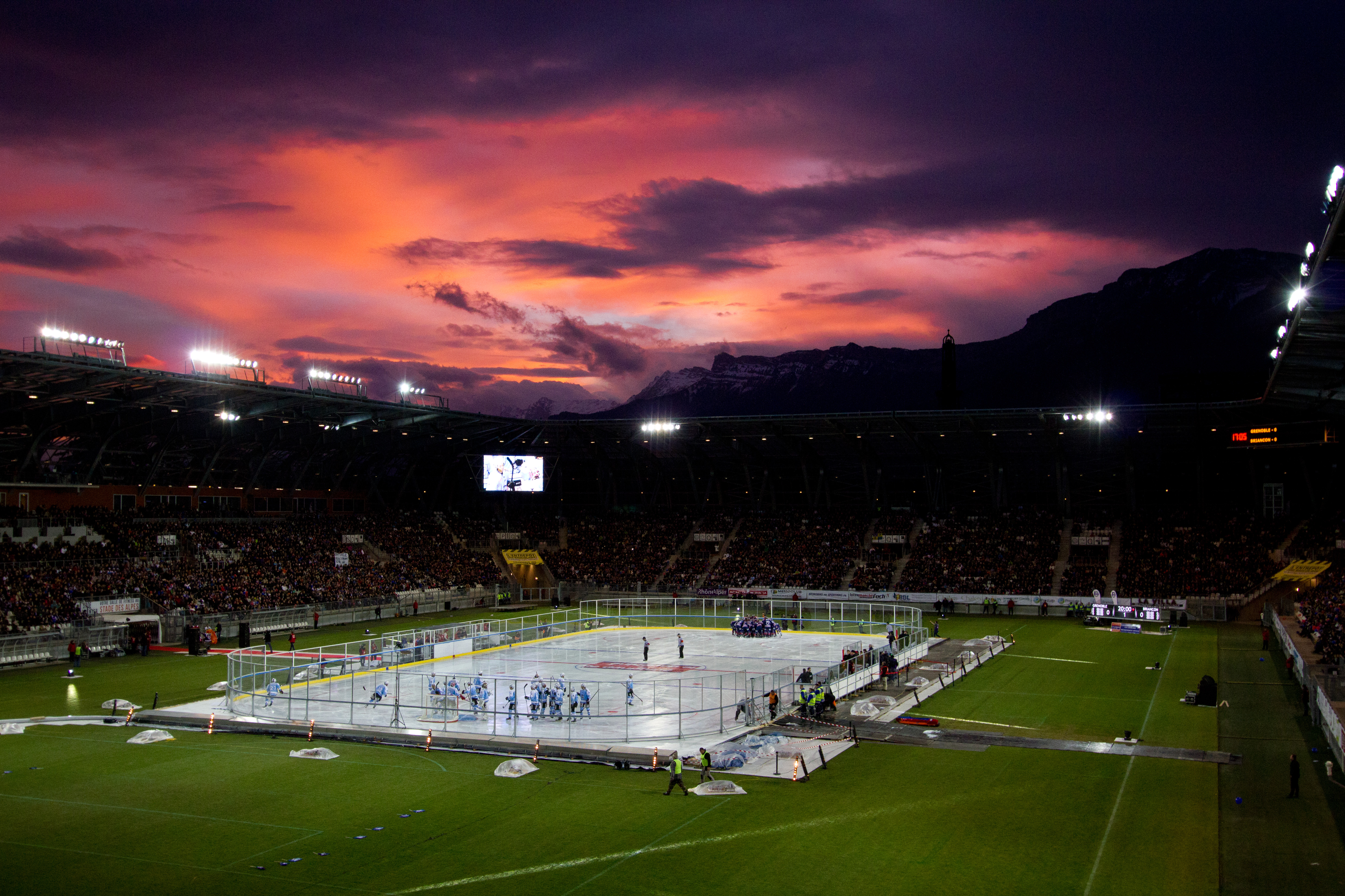
La patinoire installée au centre du terrain pour le Winter Game.

Le 22 décembre 2013, les Brûleurs de Loups, l'équipe de hockey sur glace de Grenoble, dispute au Stade des Alpes le premier Winter Game (match dans un stade en plein air) de l'histoire du hockey français.
Pour ce match, les grenoblois sont opposés aux Diables Rouges de Briançon,,. Ces derniers remporteront ce derby en battant Grenoble 5-4 devant 19 767 spectateurs, un record pour la Ligue Magnus.

### Concerts
Johnny Hallyday est le premier artiste à s'être produit au stade des Alpes, le 1er juillet 2009, à l'occasion du passage de sa tournée d'adieux « Tour 66 ». Plus de 26 000 spectateurs ont assisté au concert.
David Guetta a été le second artiste à se produire au Stade des Alpes, le 28 juin 2013, devant 20 000 personnes.
Kool and the Gang, Earth, Wind and Fire et Imagination devaient se produire le 20 juin 2015 au stade des Alpes mais au regard des réservations en cours, il s'est avéré que l'enceinte grenobloise étaient surdimensionnée pour cet événement. Il a été décidé de déplacer ce concert au palais des sports.

### Festivals
Chaque année se déroule en octobre le Snowboard Garden Festival au stade des Alpes. Mais en 2015, alors que les organisateurs espèrent recevoir 30 000 spectateurs sur trois jours, ce festival est déplacé au palais des sports tout proche, en raison du déroulement des matchs de rugby et de football.
Le 20 juin 2015, le stade des Alpes devait accueillir le Stade des Alpes Freestyle Show mais la manifestation a été annulée « pour des raisons techniques ».

## Moyens d'accès
Réseau TAG :
- Pôle d'échanges de Chavant : lignes A, C, C1, C4 et 18 ;
- Station Grenoble Hôtel de Ville : lignes C et C1 ;
- Station Flandrin Valmy : lignes C, 15 et 24 ;
- Arrêt Bir Hakeim : lignes 16 et 15 ;

Une navette directe relie par ailleurs le parking relais de la Carronnerie au stade lors des matchs.
Par mesure de sécurité, lors des matchs ou des concerts, la station de tramway "Hôtel de Ville" est fermée, tout comme le parking souterrain.
Cars Région Isère : (accessibles avec la tarification TAG uniquement dans le périmètre de la Métro)
- Pôle d'échanges de Chavant : lignes C11 et C12 ;
- Station Grenoble Hôtel de Ville : lignes C11, C12 et T95.
- Arrêt Bir Hakeim : ligne T95.

## Galerie

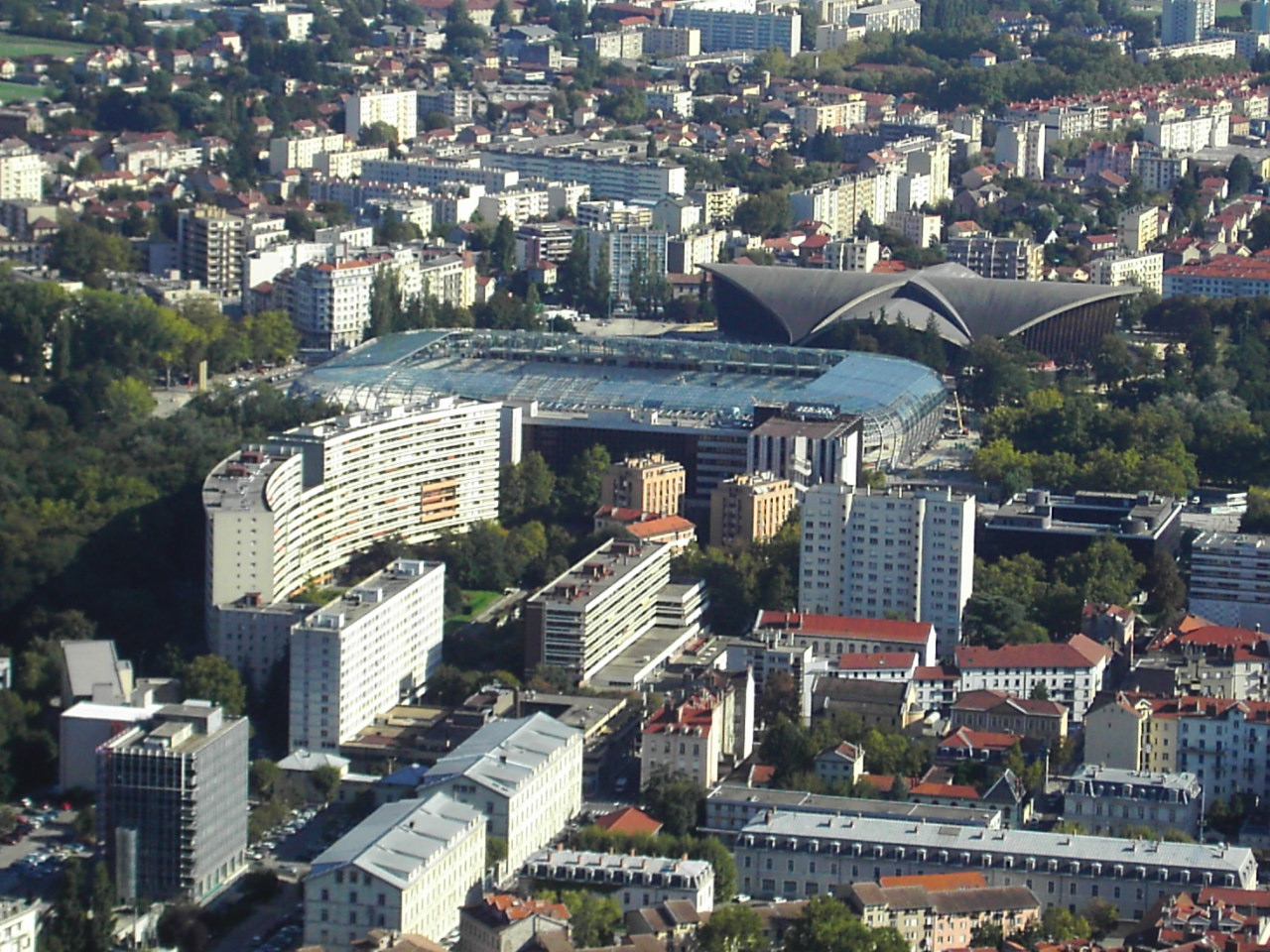
Stade en septembre 2007
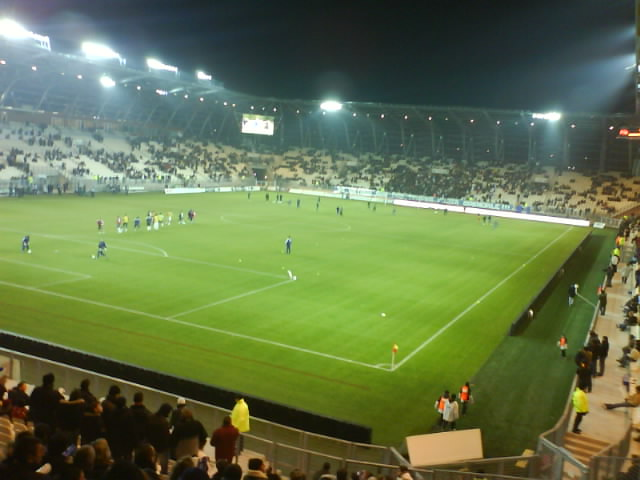
Vue intérieure en 2008
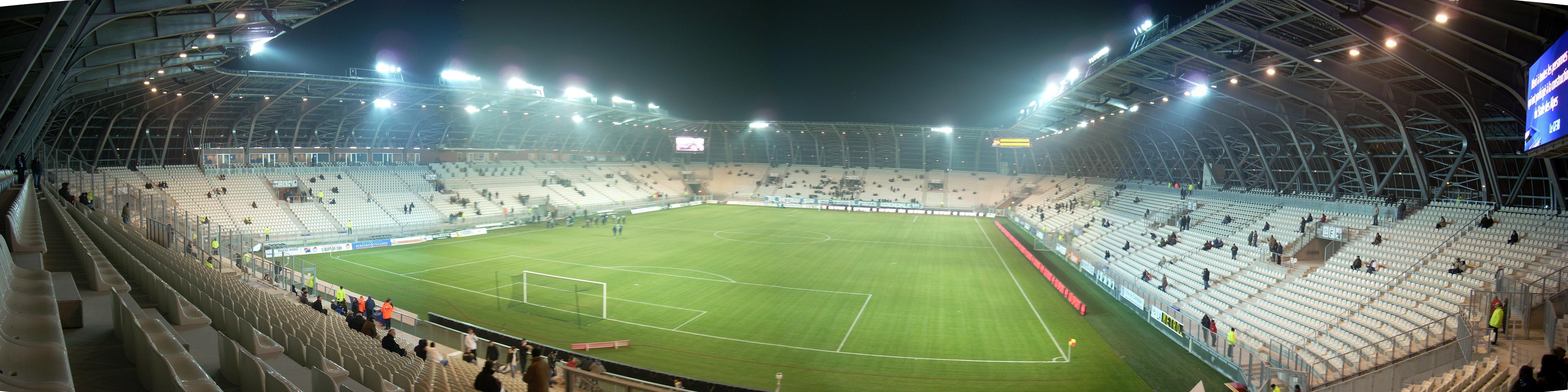
Vue intérieure en 2008
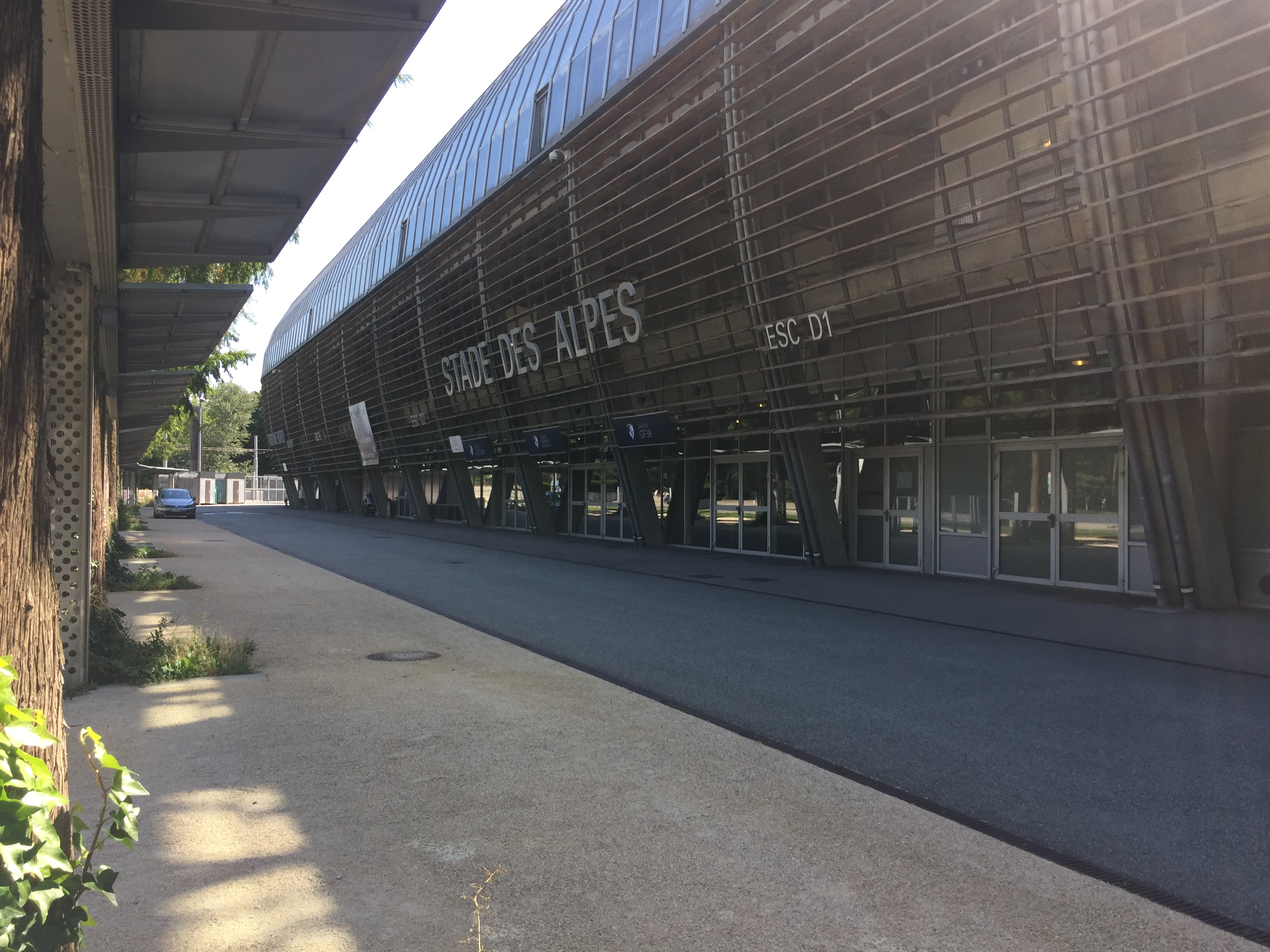
Vue de l'extérieur
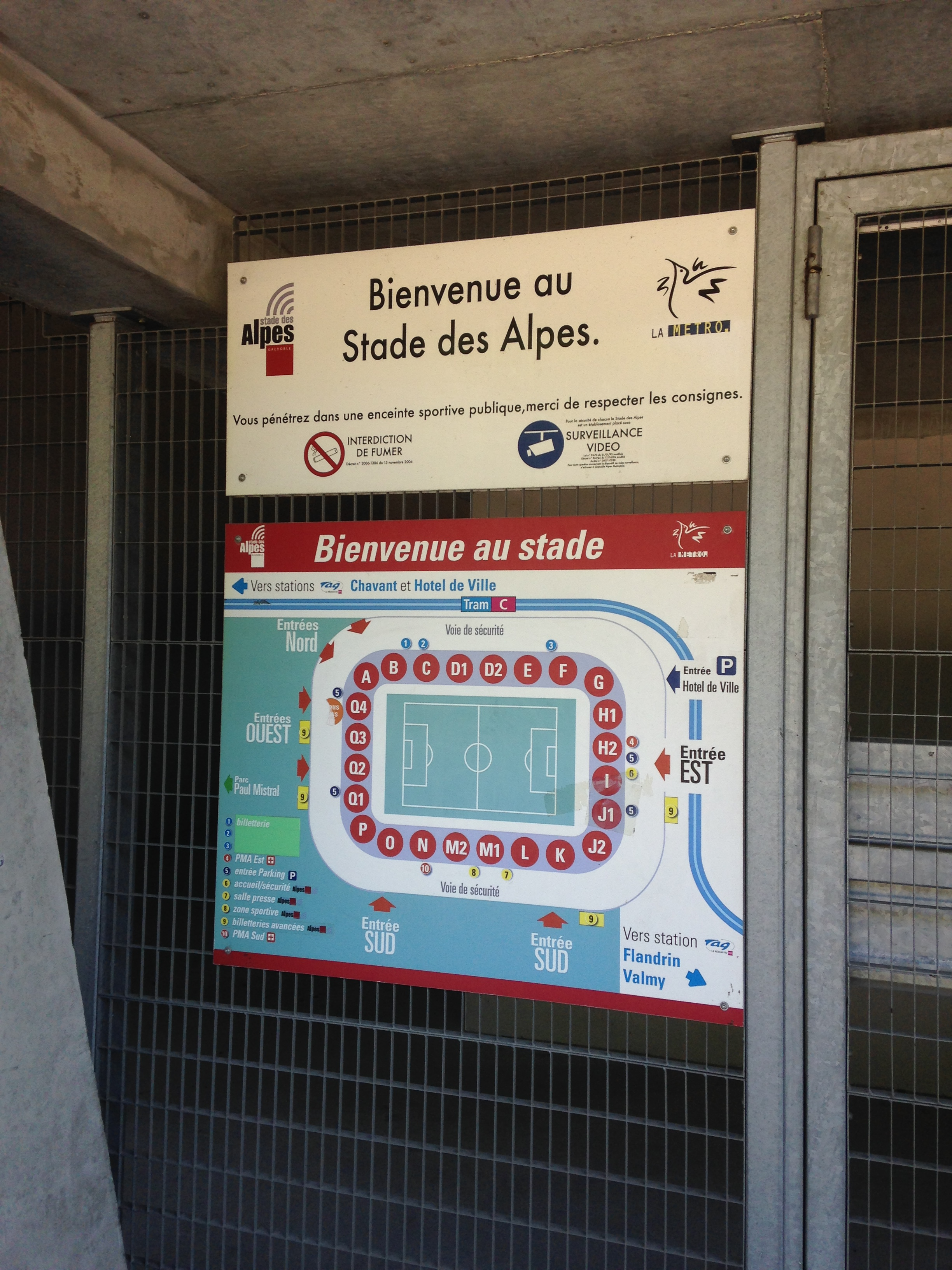
Plan du Stade